# Torneo masculino de béisbol en los Juegos Panamericanos de 1955
El béisbol en los Juegos Panamericanos de 1955 estuvo compuesto por un único evento masculino, se disputó en Ciudad de México, México en  Comiskey Park del 13 al 24 de marzo de 1955. El oro se lo llevó República Dominicana por primera vez. Fue la única ocasión en que Cuba no participó.

## Equipos participantes
- Antillas Neerlandesas
- Estados Unidos(USA)
- México(MEX)
- República Dominicana(DOM)
- Venezuela(VEN)

## Resultados
| Posición | Selección             | Ganados | Perdidos | Medalla |
| -------- | --------------------- | ------- | -------- | ------- |
| 1        | República Dominicana  | 6       | 2        |         |
| 2        | Estados Unidos        | 5       | 3        |         |
| 3        | Venezuela             | 4       | 4        |         |
| 4        | México                | 4       | 4        |         |
| 5        | Antillas Neerlandesas | 1       | 7        |         |

- Venezuela ganó la medalla de bronce después de vencer a México en un juego por el desempate 8-3.